# Liste der Hütten des Deutschen Alpenvereins
Die Liste der Hütten des Deutschen Alpenvereins verzeichnet die Höhe, Berherbergungskapazität, Lage und Eigentümer der Schutzhütten des Deutschen Alpenvereins. Der DAV unterhält mit seinen 355 Sektionen (Stand: Ende 2023) insgesamt 325 Hütten, davon in Deutschland (140), in Österreich (183), in der Schweiz (1) und in Frankreich (1) – 250 davon in den Alpen, 71 in den deutschen Mittelgebirgen und eine in den französischen Vogesen. Der DAV betreibt auch 25 Vertragshäuser.

## DAV-Hütten
| Bild                              | Schutzhütte                                | Höhe   | Schlafplätze                                  | Lage                                   | Eigentümer                                                                        |
| --------------------------------- | ------------------------------------------ | ------ | --------------------------------------------- | -------------------------------------- | --------------------------------------------------------------------------------- |
| A                                 |                                            |        |                                               |                                        |                                                                                   |
| Aiblinger Hütte                   | Aiblinger Hütte                            | 1311 m | 50 (0 Betten, 50 Lager)                       | Bayerische Voralpen                    | Sektion Bad Aibling                                                               |
| Albert-Link-Hütte                 | Albert-Link-Hütte                          | 1053 m | 63 (36 Betten, 27 Lager)                      | Bayerische Voralpen                    | Sektion München                                                                   |
| Bild gesucht                      | Alpe Hohenschwand                          | 961 m  | 9 (4 Betten, 5 Lager)                         | Allgäuer Alpen                         | Sektion SSV Ulm 1846                                                              |
| Alpenrosenhütte                   | Alpenrosenhütte                            | 1555 m | 56 (48 Betten, 8 Lager)                       | Kitzbüheler Alpen                      | Sektion Schorndorf                                                                |
| Alplhaus                          | Alplhaus                                   | 1506 m | 16 (0 Betten, 16 Lager)                       | Wettersteingebirge und Mieminger Kette | Sektion München                                                                   |
| Alte Meilerhütte                  | Alte Meilerhütte                           | 2372 m | 6 (0 Betten, 0 Lager) (6 Winterraum)          | Wettersteingebirge und Mieminger Kette | Sektion Bayerland                                                                 |
| Bild gesucht                      | Alte Traunsteiner Hütte                    | 1580 m |                                               | Berchtesgadener Alpen                  | Sektion Traunstein                                                                |
| Altes Höfle                       | Altes Höfle                                | 966 m  | 57 (0 Betten, 57 Lager)                       | Allgäuer Alpen                         | Sektion Neu-Ulm                                                                   |
| Amberger Hütte                    | Amberger Hütte                             | 2135 m | 71 (10 Betten, 61 Lager)                      | Stubaier Alpen                         | Sektion Amberg                                                                    |
| Bild gesucht                      | Angfeldhütte                               | 500 m  | 33 (8 Betten, 25 Lager)                       | Fränkische Alb                         | Sektion Sulzbach-Rosenberg                                                        |
| Anhalter Hütte                    | Anhalter Hütte                             | 2042 m | 90 (19 Betten, 71 Lager)                      | Lechtaler Alpen                        | Sektion Oberer Neckar                                                             |
| Ansbacher Hütte                   | Ansbacher Hütte                            | 2376 m | 88 (0 Betten, 88 Lager)                       | Lechtaler Alpen                        | Sektion Ansbach                                                                   |
| Anton-Renk-Hütte                  | Anton-Renk-Hütte                           | 2261 m | 18 (0 Betten, 18 Lager)                       | Ötztaler Alpen                         | Sektion Aachen                                                                    |
| Arnbergerhütte                    | Arnberghütte                               | 350 m  | 18 (18 Betten, 0 Lager)                       | Odenwald                               | Sektion Buchen                                                                    |
| Arnspitzhütte                     | Arnspitzhütte                              | 1930 m | 0 (keine)                                     | Wettersteingebirge und Mieminger Kette | Sektion Hochland                                                                  |
| Bild gesucht                      | Aschaffenburger Biwak                      | 2135 m | 0 (keine)                                     | Zillertaler Alpen                      | Sektion Aschaffenburg                                                             |
| Ascher Hütte                      | Ascher Hütte                               | 2256 m | 42 (0 Betten, 42 Lager)                       | Samnaungruppe                          | Sektion Pfaffenhofen-Asch                                                         |
| Bild gesucht                      | Aste Reitbichl                             | 970 m  | 4 (4 Betten, 0 Lager)                         | Karwendel                              | Sektion Oberland                                                                  |
| Augsburger Biwak                  | Augsburger Biwak                           | 2608 m | 4 (0 Betten, 0 Lager, 4 Notlager)             | Lechtaler Alpen                        | Sektion Augsburg                                                                  |
| Augsburger Hütte                  | Augsburger Hütte                           | 2298 m | 64 (16 Betten, 48 Lager)                      | Lechtaler Alpen                        | Sektion Augsburg                                                                  |
| August-Schuster-Haus              | August-Schuster-Haus                       | 1564 m | 66 (54 Betten, 12 Lager)                      | Ammergauer Alpen                       | Sektion Bergland                                                                  |
| B                                 |                                            |        |                                               |                                        |                                                                                   |
| Babenstuberhütte                  | Babenstuberhütte                           | 2300 m | 4 (0 Betten, 4 Lager)                         | Kaisergebirge                          | Sektion Turner-Alpen-Kränzchen                                                    |
| Bad Kissinger Hütte               | Bad Kissinger Hütte                        | 1792 m | 69 (34 Betten, 35 Lager)                      | Tannheimer Berge                       | Sektion Bad Kissingen                                                             |
| Bild gesucht                      | Barmer Haus                                | 1380 m | 39 (23 Betten, 16 Lager)                      | Venedigergruppe                        | Sektion Wuppertal                                                                 |
| Barmer Hütte                      | Barmer Hütte                               | 2610 m | 57 (34 Betten, 23 Lager)                      | Rieserfernergruppe                     | Sektion Wuppertal                                                                 |
| Bild gesucht                      | Basislager Brocken                         | 560 m  | 24 (0 Betten, 24 Lager)                       | Harz                                   | Sektion Wernigerode                                                               |
| Bild gesucht                      | Bayerische Wildalm                         | 1450 m | 12 (0 Betten, 12 Lager)                       | Bayerische Voralpen                    | Sektion Oberland                                                                  |
| Bayreuther Hütte                  | Bayreuther Hütte                           | 1576 m | 68 (22 Betten, 46 Lager)                      | Brandenberger Alpen                    | Sektion Bayreuth                                                                  |
| Berg- und Skiheim Brixen im Thale | Berg- und Skiheim Brixen im Thale          | 800 m  | 51 (27 Betten, 24 Lager)                      | Kitzbüheler Alpen                      | Sektion Regensburg                                                                |
| Berliner Hütte                    | Berliner Hütte                             | 2042 m | 168 (76 Betten, 92 Lager)                     | Zillertaler Alpen                      | Sektion Berlin                                                                    |
| Biberacher Hütte                  | Biberacher Hütte                           | 1846 m | 90 (11 Betten, 79 Lager)                      | Lechquellengebirge                     | Sektion Biberach                                                                  |
| Bild gesucht                      | Bielatal-Hütte                             | 380 m  | 33 (33 Betten, 0 Lager)                       | Elbsandsteingebirge                    | Sächsischer Bergsteigerbund                                                       |
| Birkkarhütte                      | Birkkarhütte                               | 2640 m | 0 (keine)                                     | Karwendel                              | Sektion Männer-Turnverein München                                                 |
| Bild gesucht                      | Blankensteinhütte                          | 1214 m | 16 (0 Betten, 16 Lager)                       | Bayerische Voralpen                    | Sektion Oberland                                                                  |
| Blaueishütte                      | Blaueishütte                               | 1651 m | 84 (20 Betten, 64 Lager)                      | Berchtesgadener Alpen                  | Sektion Berchtesgaden                                                             |
| Blecksteinhaus                    | Blecksteinhaus                             | 1022 m | 48 (23 Betten, 25 Lager)                      | Bayerische Voralpen                    | Sektion Männer-Turnverein München                                                 |
| Bochumer Hütte                    | Bochumer Hütte                             | 1432 m | 70 (22 Betten, 48 Lager)                      | Kitzbüheler Alpen                      | Sektion Bochum                                                                    |
| Bodenschneidhaus                  | Bodenschneidhaus                           | 1353 m | 48 (17 Betten, 31 Lager)                      | Bayerische Voralpen                    | Sektion Bodenschneid                                                              |
| Bonn-Matreier Hütte               | Bonn-Matreier Hütte                        | 2750 m | 63 (13 Betten, 40 Lager, 10 Notlager)         | Venedigergruppe                        | Sektion Bonn / Alpenverein Matrei des ÖAV                                         |
| Bild gesucht                      | Böseckhütte                                | 2594 m | 0 (keine)                                     | Goldberggruppe                         | Sektion Mülheim an der Ruhr                                                       |
| Brandenburger Haus                | Brandenburger Haus                         | 3277 m | 95 (25 Betten, 70 Lager)                      | Ötztaler Alpen                         | Sektion Berlin                                                                    |
| Brauneck-Gipfelhaus               | Brauneck-Gipfelhaus                        | 1540 m | 78 (36 Betten, 42 Lager)                      | Bayerische Voralpen                    | Sektion Alpiner Ski-Club München                                                  |
| Braunschweiger Hütte              | Braunschweiger Hütte                       | 2759 m | 183 (56 Betten, 127 Lager)                    | Ötztaler Alpen                         | Sektion Braunschweig                                                              |
| Breitenkopfhütte                  | Breitenkopfhütte                           | 2017 m | 4 (0 Betten, 4 Lager)                         | Mieminger Gebirge                      | Sektion Coburg                                                                    |
| Bremer Hütte                      | Bremer Hütte                               | 2413 m | 89 (23 Betten, 66 Lager)                      | Stubaier Alpen                         | Sektion Bremen                                                                    |
| Breslauer Hütte                   | Breslauer Hütte                            | 2844 m | 172 (62 Betten, 110 Lager)                    | Ötztaler Alpen                         | Sektion Breslau                                                                   |
| Brunnenkopfhütte                  | Brunnenkopfhütte                           | 1602 m | 36 (0 Betten, 36 Lager)                       | Ammergauer Alpen                       | Sektion Bergland                                                                  |
| Brünnsteinhaus                    | Brünnsteinhaus                             | 1360 m | 54 (14 Betten, 40 Lager)                      | Bayerische Voralpen                    | Sektion Rosenheim                                                                 |
| Brunnsteinhütte                   | Brunnsteinhütte                            | 1523 m | 39 (0 Betten, 39 Lager)                       | Nördliche Karwendelkette               | Sektion Mittenwald                                                                |
| C                                 |                                            |        |                                               |                                        |                                                                                   |
| Bild gesucht                      | Celler Hütte                               | 2240 m | 10 (0 Betten, 10 Lager)                       | Ankogelgruppe                          | Sektion Celle                                                                     |
| Clarahütte                        | Clarahütte                                 | 2038 m | 16 (0 Betten, 16 Lager)                       | Venedigergruppe                        | Sektion Essen                                                                     |
| Coburger Hütte                    | Coburger Hütte                             | 1917 m | 85 (0 Betten, 85 Lager)                       | Mieminger Gebirge                      | Sektion Coburg                                                                    |
| D                                 |                                            |        |                                               |                                        |                                                                                   |
| Darmstädter Hütte                 | Darmstädter Hütte                          | 2384 m | 69 (19 Betten, 50 Lager)                      | Verwall                                | Sektion Darmstadt-Starkenburg                                                     |
| Bild gesucht                      | DAV-Haus Astenberg                         | 773 m  |                                               | Rothaargebirge                         | Sektion Wuppertal                                                                 |
| Bild gesucht                      | DAV-Haus Obertauern                        | 1735 m | 86 (86 Betten, 0 Lager)                       | Radstädter Tauern                      | Deutscher Alpenverein                                                             |
| Bild gesucht                      | DAV-Haus Spitzingsee                       | 1124 m | 91 (91 Betten, 0 Lager)                       | Bayerische Voralpen                    | Sektion München                                                                   |
| Dessauer Hütte                    | Dessauer Hütte                             | 288 m  | 30 (0 Betten, 30 Lager)                       | Elbsandsteingebirge                    | Sektion Leipzig / Bergfreunde Anhalt Dessau                                       |
| Dortmunder Hütte                  | Dortmunder Hütte                           | 1948 m | 72 (24 Betten, 48 Lager)                      | Stubaier Alpen                         | Sektion Dortmund                                                                  |
| Bild gesucht                      | Dortmunder Sauerlandhütte                  | 479 m  | 26 (22 Betten, 4 Lager)                       | Rothaargebirge                         | Sektion Dortmund                                                                  |
| Dresdner Hütte                    | Dresdner Hütte                             | 2308 m | 150 (140 Betten, 10 Lager)                    | Stubaier Alpen                         | Sektion Dresden                                                                   |
| Bild gesucht                      | Dr.-Erich-Berger-Hütte                     | 1340 m | 11 (0 Betten, 11 Lager)                       | Kitzbüheler Alpen                      | Sektion München                                                                   |
| Bild gesucht                      | Duisburger Eifelhütte                      | 230 m  | 36 (36 Betten, 0 Lager)                       | Eifel                                  | Sektion Duisburg                                                                  |
| Duisburger Hütte                  | Duisburger Hütte                           | 2572 m | 36 (10 Betten, 26 Lager)                      | Goldberggruppe                         | Sektion Duisburg                                                                  |
| Dürener Hütte                     | Dürener Hütte                              | 350 m  | 19 (19 Betten, 0 Lager)                       | Eifel                                  | Sektion Düren                                                                     |
| Bild gesucht                      | Düsselbacher Hütte                         | 359 m  | 19 (3 Betten, 16 Lager)                       | Fränkische Alb                         | Sektion Schwabach                                                                 |
| Bild gesucht                      | Düsseldorfer Eifelhütte                    | 222 m  | 60 (30 Betten, 30 Lager)                      | Eifel                                  | Sektion Düsseldorf                                                                |
| E                                 |                                            |        |                                               |                                        |                                                                                   |
| Bild gesucht                      | Ebinger Haus                               | 640 m  | 52 (4 Betten, 48 Lager)                       | Schwäbische Alb                        | Sektion Ebingen                                                                   |
| Edelweißhaus                      | Edelweißhaus                               | 1530 m | 47 (37 Betten, 10 Lager)                      | Lechtaler Alpen                        | Sektion Stuttgart                                                                 |
| Bild gesucht                      | Edelweißhütte                              | 650 m  | 27 (27 Betten, 0 Lager)                       | Fichtelgebirge                         | Sektion Hof                                                                       |
| Edmund-Probst-Haus                | Edmund-Probst-Haus                         | 1930 m | 108 (54 Betten, 54 Lager)                     | Allgäuer Alpen                         | Sektion Allgäu-Immenstadt                                                         |
| Elberfelder Hütte                 | Elberfelder Hütte                          | 2346 m | 56 (12 Betten, 44 Lager)                      | Schobergruppe                          | Sektion Wuppertal                                                                 |
| Bild gesucht                      | Enzianhütte                                | 478 m  | 8 (0 Betten, 8 Lager)                         | Fränkische Alb                         | Sektion Hof                                                                       |
| Enzianhütte                       | Enzianhütte                                | 760 m  | 50 (18 Betten, 32 Lager)                      | Rhön                                   | Sektion Fulda                                                                     |
| Erfurter Hütte                    | Erfurter Hütte                             | 1834 m | 74 (24 Betten, 50 Lager)                      | Brandenberger Alpen                    | Sektion Ettlingen                                                                 |
| Erlanger Hütte                    | Erlanger Hütte                             | 2541 m | 8 (8 Betten, 0 Lager)                         | Ötztaler Alpen                         | Sektion Erlangen                                                                  |
| Essener-Rostocker Hütte           | Essener-Rostocker Hütte                    | 2208 m | 114 (75 Betten, 39 Lager)                     | Venedigergruppe                        | Sektion Essen                                                                     |
| F                                 |                                            |        |                                               |                                        |                                                                                   |
| Bild gesucht                      | Falkenberghaus                             | 460 m  | 33 (7 Betten, 26 Lager)                       | Fränkische Alb                         | Sektion Erlangen                                                                  |
| Falkenhütte                       | Falkenhütte                                | 1848 m | 148 (28 Betten, 120 Lager)                    | Karwendel                              | Sektion Oberland                                                                  |
| Bild gesucht                      | Felsberghütte                              | 254 m  | 15 (0 Betten, 15 Lager)                       | Odenwald                               | Sektion Darmstadt-Starkenburg                                                     |
| Fiderepasshütte                   | Fiderepasshütte                            | 2067 m | 120 (0 Betten, 120 Lager)                     | Allgäuer Alpen                         | Sektion Oberstdorf                                                                |
| Bild gesucht                      | Forchheimer Biwak                          | 2443 m | 0                                             | Ötztaler Alpen                         | Sektion Forchheim                                                                 |
| Freiburger Hütte                  | Freiburger Hütte                           | 1931 m | 140 (40 Betten, 100 Lager)                    | Lechquellengebirge                     | Sektion Freiburg-Breisgau                                                         |
| Freilassinger Hütte               | Freilassinger Hütte                        | 1550 m | 31 (0 Betten, 31 Lager)                       | Tennengebirge                          | Sektion Freilassing                                                               |
| Bild gesucht                      | Freisinger Hütte                           | 1050 m | 20 (0 Betten, 20 Lager)                       | Bayerische Voralpen                    | Sektion Freising                                                                  |
| Friedrichshafener Hütte           | Friedrichshafener Hütte                    | 2138 m | 66 (20 Betten, 46 Lager)                      | Verwall                                | Sektion Friedrichshafen                                                           |
| Friesenberghaus                   | Friesenberghaus                            | 2477 m | 56 (24 Betten, 32 Lager)                      | Zillertaler Alpen                      | Sektion Berlin                                                                    |
| Fritz-Pflaum-Hütte                | Fritz-Pflaum-Hütte                         | 1865 m | 17 (0 Betten, 17 Lager)                       | Kaisergebirge                          | Sektion Bayerland                                                                 |
| Fritz-Putz-Hütte                  | Fritz-Putz-Hütte                           | 1185 m | 46 (16 Betten, 30 Lager)                      | Ammergauer Alpen                       | Sektion Füssen                                                                    |
| Furtschaglhaus                    | Furtschaglhaus                             | 2295 m | 120 (56 Betten, 64 Lager)                     | Zillertaler Alpen                      | Sektion Berlin                                                                    |
| G                                 |                                            |        |                                               |                                        |                                                                                   |
| Gamshütte                         | Gamshütte                                  | 1921 m | 38 (0 Betten, 38 Lager)                       | Zillertaler Alpen                      | Sektion Otterfing                                                                 |
| Gaudeamushütte                    | Gaudeamushütte                             | 1270 m | 66 (30 Betten, 36 Lager)                      | Kaisergebirge                          | Sektion Main-Spessart                                                             |
| Bild gesucht                      | Geislinger Hütte                           | 671 m  | 26 (6 Betten, 20 Lager)                       | Schwäbische Alb                        | Sektion Geislingen/Steige                                                         |
| Gepatschhaus                      | Gepatschhaus                               | 1928 m | 106 (46 Betten, 60 Lager)                     | Ötztaler Alpen                         | Sektion Frankfurt am Main                                                         |
| Geraer Hütte                      | Geraer Hütte                               | 2324 m | 96 (16 Betten, 80 Lager)                      | Zillertaler Alpen                      | Sektion Landshut                                                                  |
| Bild gesucht                      | Gießener Hütte                             | 2215 m | 61 (20 Betten, 41 Lager)                      | Ankogelgruppe                          | Sektion Gießen-Oberhessen                                                         |
| Gleiwitzer Hütte                  | Gleiwitzer Hütte                           | 2176 m | 53 (19 Betten, 34 Lager)                      | Glocknergruppe                         | Sektion Tittmoning                                                                |
| Glorer Hütte                      | Glorer Hütte                               | 2642 m | 50 (0 Betten, 50 Lager)                       | Glocknergruppe                         | Sektion Eichstätt-Neuburg                                                         |
| Göppinger Hütte                   | Göppinger Hütte                            | 2245 m | 64 (23 Betten, 41 Lager)                      | Lechquellengebirge                     | Sektion Hohenstaufen Göppingen                                                    |
| Bild gesucht                      | Greizer Erzgebirgshütte                    | 603 m  | 17 (7 Betten, 10 Lager)                       | Erzgebirge                             | Sektion Greiz                                                                     |
| Greizer Hütte                     | Greizer Hütte                              | 2227 m | 88 (16 Betten, 72 Lager)                      | Zillertaler Alpen                      | Sektion Greiz                                                                     |
| Bild gesucht                      | Gründhütte                                 | 1195 m | 10 (0 Betten, 10 Lager)                       | Bayerische Voralpen                    | Sektion Oberland                                                                  |
| Gruttenhütte                      | Gruttenhütte                               | 1620 m | 153 (48 Betten, 105 Lager)                    | Kaisergebirge                          | Sektion Turner-Alpen-Kränzchen                                                    |
| Gumpertsbergerhütte               | Gumpertsbergerhütte                        | 994 m  | 14 (0 Betten, 14 Lager)                       | Chiemgauer Alpen                       | Sektion München                                                                   |
| Gufferthütte                      | Gufferthütte                               | 1475 m | 58 (20 Betten, 38 Lager)                      | Bayerische Voralpen                    | Sektion Mühldorf                                                                  |
| H                                 |                                            |        |                                               |                                        |                                                                                   |
| Hagener Hütte                     | Hagener Hütte                              | 2446 m | 42 (14 Betten, 28 Lager)                      | Goldberggruppe                         | Sektion Hagen                                                                     |
| Bild gesucht                      | Hagener Hütte am Ettelsberg                | 776 m  | 10 (0 Betten, 10 Lager)                       | Rothaargebirge                         | Sektion Hagen                                                                     |
| Haldenseehaus                     | Haldenseehaus                              | 1150 m | 91 (56 Betten, 35 Lager)                      | Allgäuer Alpen                         | Sektion Hohenstaufen Göppingen                                                    |
| Hallerangerhaus                   | Hallerangerhaus                            | 1768 m | 86 (24 Betten, 62 Lager)                      | Karwendel                              | Sektion Schwaben                                                                  |
| Bild gesucht                      | Hamburger Skihütte                         | 1970 m | 44 (44 Betten, 0 Lager)                       | Goldberggruppe                         | Sektion Hamburg und Niederelbe                                                    |
| Hanauer Hütte                     | Hanauer Hütte                              | 1922 m | 130 (32 Betten, 98 Lager)                     | Lechtaler Alpen                        | Sektion Hanau                                                                     |
| Hannoverhaus                      | Hannoverhaus                               | 2565 m | 60 (60 Betten, 0 Lager)                       | Ankogelgruppe                          | Deutscher Alpenverein                                                             |
| Bild gesucht                      | Hanselberghütte                            | 344 m  | 12 (0 Betten, 12 Lager)                       | Oberpfälzer Jura                       | Sektion Regensburg                                                                |
| Harpprechthaus                    | Harpprechthaus                             | 800 m  | 58 (38 Betten, 20 Lager)                      | Schwäbische Alb                        | Sektion Schwaben                                                                  |
| Hauerseehütte                     | Hauerseehütte                              | 2383 m | 14 (0 Betten, 14 Lager)                       | Ötztaler Alpen                         | Sektion Ludwigsburg                                                               |
| Bild gesucht                      | Haunleiten                                 | 702 m  | 28 (14 Betten, 14 Lager)                      | Bayerische Voralpen                    | Sektion Oberland                                                                  |
| Bild gesucht                      | Haus Egerland                              | 510 m  | 21 (6 Betten, 15 Lager)                       | Fränkische Alb                         | Sektion Eger und Egerland                                                         |
| Bild gesucht                      | Haus Hammer                                | 750 m  | 74 (58 Betten, 16 Lager)                      | Bayerische Voralpen                    | Sektion München                                                                   |
| Bild gesucht                      | Haus Missen                                | 854 m  | 40 (11 Betten, 29 Lager)                      | Allgäuer Alpen                         | Sektion SSV Ulm 1846                                                              |
| Bild gesucht                      | Haus Rohren                                | 540 m  | 20 (20 Betten, 0 Lager)                       | Eifel                                  | Sektion Aachen                                                                    |
| Haus Schattwald                   | Haus Schattwald                            | 1100 m | 44 (24 Betten, 20 Lager)                      | Allgäuer Alpen                         | Sektion Geislingen/Steige                                                         |
| Heidelberger Hütte                | Heidelberger Hütte                         | 2264 m | 156 (72 Betten, 84 Lager)                     | Silvretta                              | Sektion Heidelberg                                                                |
| Neue Heilbronner Hütte            | Neue Heilbronner Hütte                     | 2320 m | 108 (26 Betten, 82 Lager)                     | Verwall                                | Sektion Heilbronn                                                                 |
| Heinrich-Schwaiger-Haus           | Heinrich-Schwaiger-Haus                    | 2802 m | 80 (16 Betten, 64 Lager)                      | Glocknergruppe                         | Sektion München                                                                   |
| Bild gesucht                      | Heiterwandhütte                            | 2020 m | 25 (0 Betten, 25 Lager)                       | Lechtaler Alpen                        | Sektion Oberer Neckar                                                             |
| Hermann-von-Barth-Hütte           | Hermann-von-Barth-Hütte                    | 2129 m | 55 (0 Betten, 55 Lager)                       | Allgäuer Alpen                         | Sektion Düsseldorf                                                                |
| Bild gesucht                      | Hesselberg-Hütte                           | 555 m  | 0 (keine)                                     | Frankenhöhe                            | Sektion Hesselberg                                                                |
| Hexenseehütte                     | Hexenseehütte                              | 2588 m | 22 (0 Betten, 22 Lager)                       | Samnaungruppe                          | Sektion Rheinland-Köln                                                            |
| Hildesheimer Hütte                | Hildesheimer Hütte                         | 2899 m | 80 (24 Betten, 56 Lager)                      | Stubaier Alpen                         | Sektion Hildesheim                                                                |
| Hochjoch-Hospiz                   | Hochjoch-Hospiz                            | 2413 m | 70 (20 Betten, 50 Lager)                      | Ötztaler Alpen                         | Sektion Berlin                                                                    |
| Hochlandhütte                     | Hochlandhütte                              | 1623 m | 51 (0 Betten, 39 Lager, 12 Notlager)          | Nördliche Karwendelkette               | Sektion Hochland                                                                  |
| Hochrieshütte                     | Hochrieshütte                              | 1569 m | 40 (15 Betten, 25 Lager)                      | Chiemgauer Alpen                       | Sektion Rosenheim                                                                 |
| Bild gesucht                      | Hochsauerlandhaus                          | 620 m  | 28 (28 Betten, 0 Lager)                       | Rothaargebirge                         | Sektion Hochsauerland                                                             |
| Hochstubaihütte                   | Hochstubaihütte                            | 3173 m | 40 (8 Betten, 32 Lager)                       | Stubaier Alpen                         | Sektion Dresden                                                                   |
| Bild gesucht                      | Hochwaldhütte                              | 910 m  | 22 (22 Betten, 0 Lager)                       | Bayerischer Wald                       | Sektion Deggendorf                                                                |
| Hochwildehaus                     | Hochwildehaus                              | 2883 m | 90 (30 Betten, 60 Lager)                      | Ötztaler Alpen                         | Sektion Karlsruhe                                                                 |
| Bild gesucht                      | Hohensteinhütte                            | 136 m  | 24 (0 Betten, 24 Lager)                       | Weserbergland                          | Sektion Hamburg und Niederelbe                                                    |
| Hohenzollernhaus                  | Hohenzollernhaus                           | 2123 m | 46 (6 Betten, 40 Lager)                       | Ötztaler Alpen                         | Sektion Starnberg                                                                 |
| Bild gesucht                      | Hohwaldhütte                               | 940 m  | 40 (40 Betten, 0 Lager)                       | Vogesen                                | Sektion Bergfreunde Saar                                                          |
| Höllentalangerhütte               | Höllentalangerhütte                        | 1387 m | 106 (60 Betten, 46 Lager)                     | Wettersteingebirge                     | Sektion München                                                                   |
| Höllentaleingangshütte            | Höllentaleingangshütte                     | 1045 m | 0 (keine)                                     | Wettersteingebirge und Mieminger Kette | Sektion Garmisch-Partenkirchen                                                    |
| Hörnlehütte                       | Hörnlehütte                                | 1390 m | 23 (0 Betten, 23 Lager)                       | Ammergauer Alpen                       | Sektion Starnberg                                                                 |
| Bild gesucht                      | Humboldt-Hütte                             |        | 0 (keine)                                     | Sächsische Schweiz                     | Sektion Alexander von Humboldt                                                    |
| Bild gesucht                      | Hütte an der Haselstaude                   | 400 m  | 20 (0 Betten, 20 Lager)                       | Spessart                               | Sektion Schweinfurt                                                               |
| Bild gesucht                      | Hütte Au                                   | 800 m  | 62 (2 Betten, 60 Lager)                       | Bregenzerwaldgebirge                   | Sektion Überlingen                                                                |
| Bild gesucht                      | Hütte Hammer                               | 750 m  | 16 (0 Betten, 16 Lager)                       | Bayerische Voralpen                    | Sektion München                                                                   |
| Bild gesucht                      | Hütte Tinghausen                           | 350 m  | 20 (4 Betten, 16 Lager)                       | Sauerland                              | Sektion Lüdenscheid                                                               |
| I                                 |                                            |        |                                               |                                        |                                                                                   |
| Ingolstädter Haus                 | Ingolstädter Haus                          | 2120 m | 113 (21 Betten, 92 Lager)                     | Berchtesgadener Alpen                  | Sektion Ingolstadt                                                                |
| J                                 |                                            |        |                                               |                                        |                                                                                   |
| Jamtalhütte                       | Jamtalhütte                                | 2165 m | 182 (122 Betten, 60 Lager)                    | Silvretta                              | Sektion Schwaben                                                                  |
| Jubiläumsgrathütte                | Jubiläumsgrathütte                         | 2684 m | 12 (0 Betten, 0 Lager, 12 Notlager)           | Wettersteingebirge                     | Sektion München                                                                   |
| Bild gesucht                      | Jura-Hütte                                 | 490 m  | 25 (0 Betten, 25 Lager)                       | Fränkische Alb                         | Sektion Coburg                                                                    |
| Johannishütte                     | Johannishütte                              | 2121 m | 50 (12 Betten, 38 Lager)                      | Venedigergruppe                        | Sektion Oberland                                                                  |
| Bild gesucht                      | Jonsdorfer Hütte                           | 452 m  | 22 (9 Betten, 13 Lager)                       | Zittauer Gebirge                       | Sektion Zittau                                                                    |
| K                                 |                                            |        |                                               |                                        |                                                                                   |
| Kaiserjochhaus                    | Kaiserjochhaus                             | 2310 m | 60 (0 Betten, 60 Lager)                       | Lechtaler Alpen                        | Sektion Leutkirch                                                                 |
| Bild gesucht                      | Kaiserslauterer Hütte                      | 332 m  | 20 (0 Betten, 20 Lager)                       | Pfalz                                  | Sektion Kaiserslautern                                                            |
| Kalser Tauernhaus                 | Kalser Tauernhaus                          | 1755 m | 48 (20 Betten, 28 Lager)                      | Glocknergruppe                         | Sektion Mönchengladbach                                                           |
| Kaltenberghütte                   | Kaltenberghütte                            | 2089 m | 71 (26 Betten, 45 Lager)                      | Verwall                                | Sektion Reutlingen                                                                |
| Kampenwandhütte                   | Kampenwandhütte                            | 1510 m | 22 (0 Betten, 22 Lager)                       | Chiemgauer Alpen                       | Sektion München                                                                   |
| Bild gesucht                      | Kansteinhütte                              | 195 m  | 25 (25 Betten, 0 Lager)                       | Weserbergland                          | Sektion Hannover                                                                  |
| Karl-von-Edel-Hütte               | Karl-von-Edel-Hütte                        | 2238 m | 80 (20 Betten, 60 Lager)                      | Zillertaler Alpen                      | Sektion Würzburg                                                                  |
| Bild gesucht                      | Karl-Vorbrugg-Hütte                        | 650 m  | 20 (0 Betten, 20 Lager)                       | Schwäbische Alb                        | Sektion Brenztal                                                                  |
| Kärlingerhaus                     | Kärlingerhaus                              | 1638 m | 218 (40 Betten, 178 Lager)                    | Berchtesgadener Alpen                  | Sektion Berchtesgaden                                                             |
| Karlsbader Hütte                  | Karlsbader Hütte                           | 2260 m | 90 (58 Betten, 32 Lager)                      | Gailtaler Alpen                        | Sektion Karlsbad                                                                  |
| Karl-Stein-Hütte                  | Karl-Stein-Hütte                           | 140 m  | 30 (0 Betten, 30 Lager)                       | Elbsandsteingebirge                    | Sektion Leipzig                                                                   |
| Karwendelhaus                     | Karwendelhaus                              | 1771 m | 50 (50 Betten, 0 Lager)                       | Hinterautal-Vomper-Kette               | Sektion Männer-Turnverein München                                                 |
| Kasseler Hütte                    | Kasseler Hütte                             | 2177 m | 96 (24 Betten, 72 Lager)                      | Zillertaler Alpen                      | Sektion Kassel                                                                    |
| Kattowitzer Hütte                 | Kattowitzer Hütte                          | 2320 m | 46 (7 Betten, 39 Lager)                       | Ankogelgruppe                          | Sektion Kattowitz                                                                 |
| Kaufbeurer Haus                   | Kaufbeurer Haus                            | 2007 m | 50 (0 Betten, 50 Lager)                       | Allgäuer Alpen                         | Sektion Allgäu-Immenstadt                                                         |
| Kaunergrathütte                   | Kaunergrathütte                            | 2817 m | 65 (10 Betten, 55 Lager)                      | Ötztaler Alpen                         | Sektion Mainz                                                                     |
| Kemptner Hütte                    | Kemptner Hütte                             | 1844 m | 290 (100 Betten, 190 Lager)                   | Allgäuer Alpen                         | Sektion Allgäu-Kempten                                                            |
| Kieler Wetterhütte                | Kieler Wetterhütte                         | 2908 m | 3 (0 Betten, 0 Lager, 3 Notlager)             | Verwall                                | Sektion Kiel                                                                      |
| Bild gesucht                      | Kleine-Philipp-Reuter-Hütte                | 2677 m | 10 (0 Betten, 10 Lager)                       | Venedigergruppe                        | Sektion Essen                                                                     |
| Bild gesucht                      | Kletterheim Aicha                          | 420 m  | 29 (0 Betten, 29 Lager)                       | Fränkische Alb                         | Sektion Ansbach                                                                   |
| Bild gesucht                      | Kloaschaualm                               | 887 m  | 24 (0 Betten, 24 Lager)                       | Bayerische Voralpen                    | Sektion Oberland                                                                  |
| Klostertaler Umwelthütte          | Klostertaler Umwelthütte                   | 2362 m | 18 (0 Betten, 18 Lager)                       | Silvretta                              | Deutscher Alpenverein                                                             |
| Knorrhütte                        | Knorrhütte                                 | 2052 m | 108 (34 Betten, 74 Lager)                     | Wettersteingebirge                     | Sektion München                                                                   |
| Königsbachalm                     | Königsbachalm                              | 1190 m | 0 (keine)                                     | Berchtesgadener Alpen                  | Sektion Berchtesgaden                                                             |
| Kölner Eifelhütte                 | Kölner Eifelhütte                          | 214 m  | 47 (23 Betten, 24 Lager)                      | Eifel                                  | Sektion Rheinland-Köln                                                            |
| Kölner Haus                       | Kölner Haus                                | 1965 m | 72 (52 Betten, 20 Lager)                      | Samnaungruppe                          | Sektion Rheinland-Köln                                                            |
| Konstanzer Hütte                  | Konstanzer Hütte                           | 1688 m | 67 (12 Betten, 55 Lager)                      | Verwall                                | Sektion Konstanz                                                                  |
| Bild gesucht                      | Krefelder Eifelheim                        | 225 m  | 28 (18 Betten, 10 Lager)                      | Eifel                                  | Sektion Krefeld                                                                   |
| Krefelder Hütte                   | Krefelder Hütte                            | 2295 m | 56 (32 Betten, 24 Lager)                      | Glocknergruppe                         | Sektion Krefeld                                                                   |
| Bild gesucht                      | Kreuzberghütte                             | 710 m  | 34 (34 Betten, 0 Lager)                       | Schwäbische Alb                        | Sektion Hohenstaufen Göppingen                                                    |
| Kreuzeckhaus                      | Kreuzeckhaus                               | 1652 m | 101 (58 Betten, 43 Lager)                     | Wettersteingebirge                     | Sektion Garmisch-Partenkirchen                                                    |
| Krinner-Kofler-Hütte              | Krinner-Kofler-Hütte                       | 1407 m | 30 (0 Betten, 30 Lager)                       | Soierngruppe                           | Sektion Mittenwald                                                                |
| L                                 |                                            |        |                                               |                                        |                                                                                   |
| Lamsenjochhütte                   | Lamsenjochhütte                            | 1953 m | 127 (31 Betten, 96 Lager)                     | Hinterautal-Vomper-Kette               | Sektion Oberland                                                                  |
| Landsberger Hütte                 | Landsberger Hütte                          | 1810 m | 160 (30 Betten, 130 Lager)                    | Allgäuer Alpen                         | Sektion Landsberg am Lech                                                         |
| Landshuter Europahütte            | Landshuter Europahütte                     | 2693 m | 88 (28 Betten, 60 Lager)                      | Zillertaler Alpen                      | Sektion Landshut / Sektion Sterzing des CAI                                       |
| Langtalereckhütte                 | Langtalereckhütte                          | 2450 m | 67 (22 Betten, 45 Lager)                      | Ötztaler Alpen                         | Sektion Karlsruhe                                                                 |
| Laufener Hütte                    | Laufener Hütte                             | 1726 m | 64 (19 Betten, 45 Lager)                      | Tennengebirge                          | Sektion Laufen                                                                    |
| Bild gesucht                      | Laufer Hütte                               |        | 30 (20 Betten, 10 Lager)                      | Fränkische Alb                         | Sektion Lauf                                                                      |
| Bild gesucht                      | Leitsberghaus                              | 500 m  | 24 (6 Betten, 18 Lager)                       | Fränkische Alb                         | Sektion Mittelfranken                                                             |
| weitere Bilder                    | Lenggrieser Hütte                          | 1338 m | 50 (0 Betten, 50 Lager)                       | Bayerische Voralpen                    | Sektion Lenggries                                                                 |
| Leutkircherhütte                  | Leutkircher Hütte                          | 2251 m | 58 (8 Betten, 50 Lager)                       | Lechtaler Alpen                        | Sektion Leutkirch                                                                 |
| Lindauer Hütte                    | Lindauer Hütte                             | 1744 m | 160 (40 Betten, 120 Lager)                    | Rätikon                                | Sektion Lindau                                                                    |
| Loreahütte                        | Loreahütte                                 | 2018 m | 20 (0 Betten, 20 Lager)                       | Lechtaler Alpen                        | Sektion Isartal                                                                   |
| Ludwigsburger Hütte               | Ludwigsburger Hütte                        | 1935 m | 73 (6 Betten, 67 Lager)                       | Ötztaler Alpen                         | Sektion Ludwigsburg                                                               |
| Bild gesucht                      | Ludwigshafener Hütte                       | 273 m  | 28 (28 Betten, 0 Lager)                       | Pfalz                                  | Sektion Ludwigshafen                                                              |
| M                                 |                                            |        |                                               |                                        |                                                                                   |
| Madrisahütte                      | Madrisahütte                               | 1660 m | 20 (0 Betten, 20 Lager)                       | Rätikon                                | Sektion Karlsruhe                                                                 |
| Bild gesucht                      | Malepartushütte                            | 807 m  | 55 (39 Betten, 16 Lager)                      | Harz                                   | Sektion Hildesheim                                                                |
| Mahdtalhaus                       | Mahdtalhaus                                | 1150 m | 34 (24 Betten, 10 Lager)                      | Allgäuer Alpen                         | Sektion Stuttgart                                                                 |
| Mannheimer Hütte                  | Mannheimer Hütte                           | 2679 m | 184 (25 Betten, 149 Lager, 10 Notlager)       | Rätikon                                | Sektion Mannheim                                                                  |
| Martin-Busch-Hütte                | Martin-Busch-Hütte                         | 2501 m | 121 (49 Betten, 72 Lager)                     | Ötztaler Alpen                         | Sektion Berlin                                                                    |
| Meilerhütte                       | Meilerhütte                                | 2374 m | 81 (11 Betten, 70 Lager)                      | Wettersteingebirge                     | Sektion Garmisch-Partenkirchen                                                    |
| Meißner Haus                      | Meißner Haus                               | 1707 m | 77 (9 Betten, 68 Lager)                       | Tuxer Alpen                            | Sektion Ebersberg-Grafing                                                         |
| Memminger Hütte                   | Memminger Hütte                            | 2242 m | 131 (21 Betten, 110 Lager)                    | Lechtaler Alpen                        | Sektion Memmingen                                                                 |
| Mindelheimer Hütte                | Mindelheimer Hütte                         | 2013 m | 120 (0 Betten, 120 Lager)                     | Allgäuer Alpen                         | Sektion Mindelheim                                                                |
| Mindener Hütte                    | Mindener Hütte                             | 2426 m | 12 (0 Betten, 12 Lager)                       | Ankogelgruppe                          | Sektion Minden                                                                    |
| Bild gesucht                      | Mittelfrankenhütte                         | 320 m  | 20 (0 Betten, 20 Lager)                       | Fränkische Alb                         | Sektion Mittelfranken                                                             |
| Mitteralm                         | Mitteralm                                  | 1199 m | 54 (10 Betten, 44 Lager)                      | Mangfallgebirge                        | Sektion Bergbund Rosenheim                                                        |
| Mittenwalder Hütte                | Mittenwalder Hütte                         | 1518 m | 27 (0 Betten, 27 Lager)                       | Nördliche Karwendelkette               | Sektion Mittenwald                                                                |
| Bild gesucht                      | Moosberghütte                              | 465 m  | 32 (32 Betten, 0 Lager)                       | Solling                                | Sektion Weserland                                                                 |
| Bild gesucht                      | Mülheimer Eifelhütte                       | 185 m  | 18 (18 Betten, 10 Lager)                      | Eifel                                  | Sektion Mülheim an der Ruhr                                                       |
| Münchner Haus                     | Münchner Haus                              | 2959 m | 30 (30 Betten, 0 Lager)                       | Wettersteingebirge                     | Sektion München                                                                   |
| N                                 |                                            |        |                                               |                                        |                                                                                   |
| Bild gesucht                      | Nauderer Hütte                             | 1910 m | 10 (0 Betten, 10 Lager)                       | Ötztaler Alpen                         | Sektion Bremen                                                                    |
| Neue Bamberger Hütte              | Neue Bamberger Hütte                       | 1756 m | 74 (56 Betten, 18 Lager)                      | Kitzbüheler Alpen                      | Sektion Bamberg                                                                   |
| Neue Bielefelder Hütte            | Neue Bielefelder Hütte                     | 2112 m | 56 (34 Betten, 22 Lager)                      | Stubaier Alpen                         | Sektion Bielefeld                                                                 |
| Neue Bonner Hütte                 | Neue Bonner Hütte                          | 1712 m | 29 (29 Betten, 0 Lager)                       | Nockberge                              | Sektion Bonn                                                                      |
| Bild gesucht                      | Neue Bubenreuther Hütte                    | 950 m  | 20 (10 Betten, 10 Lager)                      | Kitzbüheler Alpen                      | Sektion Eger und Egerland                                                         |
| Neue Fürther Hütte                | Neue Fürther Hütte                         | 2201 m | 89 (44 Betten, 45 Lager)                      | Venedigergruppe                        | Sektion Fürth                                                                     |
| Neue Magdeburger Hütte            | Neue Magdeburger Hütte                     | 1637 m | 73 (23 Betten, 50 Lager)                      | Inntalkette                            | Sektion Geltendorf                                                                |
| Neue Prager Hütte                 | Neue Prager Hütte                          | 2796 m | 98 (62 Betten, 36 Lager)                      | Venedigergruppe                        | Deutscher Alpenverein                                                             |
| Neue Regensburger Hütte           | Neue Regensburger Hütte                    | 2286 m | 83 (27 Betten, 56 Lager)                      | Stubaier Alpen                         | Sektion Regensburg                                                                |
| Neue Reutlinger Hütte             | Neue Reutlinger Hütte                      | 2395 m | 12 (0 Betten, 12 Lager)                       | Verwall                                | Sektion Reutlingen                                                                |
| Neue Thüringer Hütte              | Neue Thüringer Hütte                       | 2212 m | 86 (30 Betten, 50 Lager, 6 Notlager)          | Venedigergruppe                        | Neue Thüringer Hütte e. V. (Sektionen Apolda, Jena, Meiningen, Inselberg, Weimar) |
| Neue Traunsteiner Hütte           | Neue Traunsteiner Hütte                    | 1570 m | 124 (36 Betten, 88 Lager)                     | Berchtesgadener Alpen                  | Sektion Traunstein                                                                |
| Niederelbehütte                   | Niederelbehütte                            | 2310 m | 78 (17 Betten, 61 Lager)                      | Verwall                                | Sektion Hamburg und Niederelbe                                                    |
| Niedersachsenhaus                 | Niedersachsenhaus                          | 2471 m | 58 (12 Betten, 46 Lager)                      | Goldberggruppe                         | Sektion Hannover                                                                  |
| Nördlinger Hütte                  | Nördlinger Hütte                           | 2238 m | 65 (31 Betten, 34 Lager)                      | Karwendel                              | Sektion Nördlingen                                                                |
| Nürnberger Hütte                  | Nürnberger Hütte                           | 2297 m | 128 (48 Betten, 80 Lager)                     | Stubaier Alpen                         | Sektion Nürnberg                                                                  |
| O                                 |                                            |        |                                               |                                        |                                                                                   |
| Oberlandhütte                     | Oberlandhütte                              | 1014 m | 65 (29 Betten, 36 Lager)                      | Kitzbüheler Alpen                      | Sektion Oberland                                                                  |
| Oberreintalhütte                  | Oberreintalhütte                           | 1525 m | 40 (0 Betten, 40 Lager)                       | Wettersteingebirge                     | Sektion Garmisch-Partenkirchen                                                    |
| Oberzalimhütte                    | Oberzalimhütte                             | 1889 m | 28 (4 Betten, 24 Lager)                       | Rätikon                                | Sektion Mannheim                                                                  |
| Olpererhütte                      | Olpererhütte                               | 2388 m | 60 (20 Betten, 40 Lager)                      | Zillertaler Alpen                      | Sektion Neumarkt/Oberpfalz                                                        |
| Osnabrücker Hütte                 | Osnabrücker Hütte                          | 2032 m | 51 (31 Betten, 20 Lager)                      | Ankogelgruppe                          | Sektion Osnabrück                                                                 |
| Ostpreußenhütte                   | Ostpreußenhütte                            | 1630 m | 48 (18 Betten, 30 Lager)                      | Berchtesgadener Alpen                  | Sektion Königsberg/Pr.                                                            |
| Otto-Mayr-Hütte                   | Otto-Mayr-Hütte                            | 1530 m | 72 (33 Betten, 39 Lager)                      | Tannheimer Berge                       | Sektion Augsburg                                                                  |
| Otto-Schwegler-Hütte              | Otto-Schwegler-Hütte                       | 1070 m | 50 (19 Betten, 31 Lager)                      | Allgäuer Alpen                         | Sektion Augsburg                                                                  |
| P                                 |                                            |        |                                               |                                        |                                                                                   |
| Passauer Hütte                    | Passauer Hütte                             | 2051 m | 37 (0 Betten, 37 Lager)                       | Loferer und Leoganger Steinberge       | Sektion Passau                                                                    |
| Pforzheimer Hütte                 | Pforzheimer Hütte                          | 2308 m | 68 (28 Betten, 40 Lager)                      | Stubaier Alpen                         | Sektion Pforzheim                                                                 |
| Plauener Hütte                    | Plauener Hütte                             | 2363 m | 80 (6 Betten, 74 Lager)                       | Zillertaler Alpen                      | Sektion Plauen-Vogtland                                                           |
| Bild gesucht                      | Poggenpohlhütte                            | 25 m   | 4 (0 Betten, 4 Lager)                         | Oldenburger Land                       | Sektion Oldenburg                                                                 |
| Potsdamer Hütte                   | Potsdamer Hütte                            | 2009 m | 47 (18 Betten, 29 Lager)                      | Stubaier Alpen                         | Sektion Dinkelsbühl                                                               |
| Priener Hütte                     | Priener Hütte                              | 1410 m | 97 (43 Betten, 54 Lager)                      | Chiemgauer Alpen                       | Sektion Prien                                                                     |
| Prinz-Luitpold-Haus               | Prinz-Luitpold-Haus                        | 1846 m | 280 (20 Betten, 260 Lager)                    | Allgäuer Alpen                         | Sektion Allgäu-Immenstadt                                                         |
| Probstalm                         | Probstalm                                  | 1370 m | 28 (4 Betten, 24 Lager)                       | Bayerische Voralpen                    | Sektion München                                                                   |
| Purtschellerhaus                  | Purtschellerhaus                           | 1692 m | 55 (13 Betten, 42 Lager)                      | Berchtesgadener Alpen                  | Sektion Sonneberg                                                                 |
| Q                                 |                                            |        |                                               |                                        |                                                                                   |
| R                                 |                                            |        |                                               |                                        |                                                                                   |
| Bild gesucht                      | Ramshaldenhütte                            | 1035 m | 51 (51 Betten, 0 Lager)                       | Schwarzwald                            | Sektion Freiburg-Breisgau                                                         |
| Ramolhaus                         | Ramolhaus                                  | 3006 m | 52 (18 Betten, 34 Lager)                      | Ötztaler Alpen                         | Sektion Hamburg und Niederelbe                                                    |
| Rappenseehütte                    | Rappenseehütte                             | 2091 m | 304 (115 Betten, 189 Lager)                   | Allgäuer Alpen                         | Sektion Allgäu-Kempten                                                            |
| Rastkogelhütte                    | Rastkogelhütte                             | 2117 m | 84 (37 Betten, 47 Lager)                      | Tuxer Alpen                            | Sektion Oberkochen                                                                |
| Rauhekopfhütte                    | Rauhekopfhütte                             | 2731 m | 21 (0 Betten, 21 Lager)                       | Ötztaler Alpen                         | Sektion Frankfurt am Main                                                         |
| Bild gesucht                      | Ravensburger Haus                          | 950 m  | 50 (50 Betten, 0 Lager)                       | Allgäuer Alpen                         | Sektion Ravensburg                                                                |
| Ravensburger Hütte                | Ravensburger Hütte                         | 1948 m | 121 (21 Betten, 100 Lager)                    | Lechquellengebirge                     | Sektion Ravensburg                                                                |
| Reichenhaller Haus                | Reichenhaller Haus                         | 1750 m | 30 (6 Betten, 24 Lager)                       | Chiemgauer Alpen                       | Sektion Bad Reichenhall                                                           |
| Reintalangerhütte                 | Reintalangerhütte                          | 1366 m | 90 (20 Betten, 70 Lager)                      | Wettersteingebirge                     | Sektion München                                                                   |
| Bild gesucht                      | Reitbichlhütte                             | 940 m  | 10 (0 Betten, 10 Lager)                       | Karwendel                              | Sektion Oberland                                                                  |
| Rheinland-Pfalz-Biwak             | Rheinland-Pfalz-Biwak                      | 3247 m | 11 (0 Betten, 9 Lager, 2 Notlager)            | Ötztaler Alpen                         | Sektion Mainz                                                                     |
| Bild gesucht                      | Rheydter Hütte                             | 378 m  | 33 (0 Betten, 33 Lager)                       | Eifel                                  | Sektion Bergfreunde Rheydt                                                        |
| Richterhütte                      | Richterhütte                               | 2374 m | 50 (10 Betten, 40 Lager)                      | Zillertaler Alpen                      | Sektion Bergfreunde Rheydt                                                        |
| Riemannhaus                       | Riemannhaus                                | 2177 m | 140 (20 Betten, 120 Lager)                    | Berchtesgadener Alpen                  | Sektion Ingolstadt                                                                |
| Riesenhütte                       | Riesenhütte                                | 1345 m | 30 (0 Betten, 30 Lager)                       | Chiemgauer Alpen                       | Sektion Oberland                                                                  |
| Riffelseehütte                    | Riffelseehütte                             | 2289 m | 65 (23 Betten, 42 Lager)                      | Ötztaler Alpen                         | Sektion Frankfurt am Main                                                         |
| Rotwandhaus                       | Rotwandhaus                                | 1737 m | 70 (26 Betten, 44 Lager)                      | Bayerische Voralpen                    | Sektion Turner-Alpen-Kränzchen                                                    |
| Bild gesucht                      | Röthenbacher Hütte                         | 479 m  | 15 (0 Betten, 15 Lager)                       | Fränkische Alb                         | Sektion Röthenbach                                                                |
| Bild gesucht                      | Rudolf-Baumbach-Hütte                      | 469 m  | 16 (4 Betten, 12 Lager)                       | Rhön                                   | Sektion Meiningen                                                                 |
| Bild gesucht                      | Rudolf-Keller-Haus                         | 400 m  | 10 (10 Betten, 0 Lager)                       | Pfalz                                  | Sektion Pirmasens                                                                 |
| Rüsselsheimer Hütte               | Rüsselsheimer Hütte                        | 2323 m | 48 (0 Betten, 48 Lager)                       | Ötztaler Alpen                         | Sektion Rüsselsheim                                                               |
| S                                 |                                            |        |                                               |                                        |                                                                                   |
| Saarbrücker Hütte                 | Saarbrücker Hütte                          | 2538 m | 89 (26 Betten, 63 Lager)                      | Silvretta                              | Sektion ASS Saarbrücken                                                           |
| Bild gesucht                      | Sauerlandhütte                             | 727 m  | 25 (0 Betten, 25 Lager)                       | Rothaargebirge                         | Sektion Wuppertal                                                                 |
| Saupsdorfer Hütte                 | Saupsdorfer Hütte                          | 285 m  | 44 (44 Betten, 0 Lager)                       | Elbsandsteingebirge                    | Sächsischer Bergsteigerbund                                                       |
| Bild gesucht                      | Schorndorfer Hütte                         | 780 m  | 24 (24 Betten, 0 Lager)                       | Schwäbische Alb                        | Sektion Schorndorf                                                                |
| Bild gesucht                      | Schönbrunner Hütte                         | 720 m  | 40 (14 Betten, 26 Lager)                      | Schwarzwald                            | Sektion Ettlingen                                                                 |
| Schönfeldhütte                    | Schönfeldhütte                             | 1410 m | 34 (24 Betten, 10 Lager)                      | Mangfallgebirge                        | Sektion München                                                                   |
| Schüsselkar-Biwak                 | Schüsselkar-Biwak                          | 2536 m | 6 (0 Betten, 6 Lager)                         | Wettersteingebirge und Mieminger Kette | Sektion Garmisch-Partenkirchen                                                    |
| Bild gesucht                      | Schwabenhaus                               | 1198 m | 38 (34 Betten, 4 Lager)                       | Rätikon                                | Sektion Schwaben                                                                  |
| Schwandalpe                       | Schwandalpe                                | 936 m  | 56 (52 Betten, 0 Lager, 4 Notlager)           | Allgäuer Alpen                         | Sektion Ulm                                                                       |
| Schwarzenberghütte                | Schwarzenberghütte                         | 1380 m | 59 (59 Betten, 0 Lager)                       | Allgäuer Alpen                         | Sektion Illertissen                                                               |
| Schwarzwasserhütte                | Schwarzwasserhütte                         | 1620 m | 70 (40 Betten, 30 Lager)                      | Allgäuer Alpen                         | Sektion Schwaben                                                                  |
| Bild gesucht                      | Schwenninger Hütte                         | 800 m  | 20 (0 Betten, 20 Lager)                       | Schwarzwald                            | Sektion Baar                                                                      |
| Schweinfurter Hütte               | Schweinfurter Hütte                        | 2028 m | 56 (18 Betten, 38 Lager)                      | Stubaier Alpen                         | Sektion Schweinfurt                                                               |
| Bild gesucht                      | Seewaldhütte                               | 1582 m | 18 (0 Betten, 18 Lager)                       | Karwendel                              | Sektion Achensee                                                                  |
| Bild gesucht                      | Sektionshütte Obervogelgesang              | 167 m  | 15 (0 Betten, 15 Lager)                       | Sächsische Schweiz                     | Sektion Sedlitzer Bergfreunde                                                     |
| Bild gesucht                      | Selber Haus                                | 883 m  | 22 (22 Betten, 0 Lager)                       | Ötztaler Alpen                         | Sektion Selb                                                                      |
| Bild gesucht                      | Sepp-Ruf-Hütte                             | 469 m  | 39 (39 Betten, 0 Lager)                       | Harz                                   | Sektion Hamburg und Niederelbe                                                    |
| Siegerlandhütte                   | Siegerlandhütte                            | 2710 m | 49 (28 Betten, 21 Lager)                      | Stubaier Alpen                         | Sektion Siegerland                                                                |
| Bild gesucht                      | Siglhütte                                  | 1334 m | 14 (0 Betten, 14 Lager)                       | Bayerische Voralpen                    | Sektion Oberland                                                                  |
| Simmshütte                        | Simmshütte                                 | 2004 m | 44 (2 Betten, 42 Lager)                       | Lechtaler Alpen                        | Sektion Stuttgart                                                                 |
| Soiernhaus                        | Soiernhaus                                 | 1616 m | 60 (0 Betten, 60 Lager)                       | Soierngruppe                           | Sektion Hochland                                                                  |
| Bild gesucht                      | Sonnleitnerhütte                           | 1532 m | 17 (0 Betten, 17 Lager)                       | Kitzbüheler Alpen                      | Sektion München                                                                   |
| Spitzsteinhaus                    | Spitzsteinhaus                             | 1252 m | 70 (20 Betten, 50 Lager)                      | Chiemgauer Alpen                       | Sektion Bergfreunde München                                                       |
| Staufner Haus                     | Staufner Haus                              | 1634 m | 86 (10 Betten, 76 Lager)                      | Allgäuer Alpen                         | Sektion Oberstaufen-Lindenberg                                                    |
| Starkenburger Hütte               | Starkenburger Hütte                        | 2237 m | 57 (27 Betten, 30 Lager) (Winterraum 6 Lager) | Stubaier Alpen                         | Sektion Darmstadt-Starkenburg                                                     |
| Bild gesucht                      | Steinwaldhütte                             | 701 m  | 22 (22 Betten, 0 Lager)                       | Oberpfälzer Wald                       | Sektion Regensburg                                                                |
| Stöhrhaus                         | Stöhrhaus                                  | 1894 m | 58 (16 Betten, 42 Lager)                      | Berchtesgadener Alpen                  | Sektion Berchtesgaden                                                             |
| Straubinger Haus                  | Straubinger Haus                           | 1551 m | 79 (16 Betten, 63 Lager)                      | Chiemgauer Alpen                       | Sektion Straubing                                                                 |
| Stüdlhütte                        | Stüdlhütte                                 | 2801 m | 122 (0 Betten, 122 Lager)                     | Glocknergruppe                         | Sektion Oberland                                                                  |
| Stuibenhütte                      | Stuibenhütte                               | 1640 m | 30 (0 Betten, 30 Lager)                       | Wettersteingebirge                     | Sektion Garmisch-Partenkirchen                                                    |
| Bild gesucht                      | Stuttgarter Albhaus                        | 758 m  | 42 (0 Betten, 42 Lager)                       | Schwäbische Alb                        | Sektion Stuttgart                                                                 |
| Stuttgarter Hütte                 | Stuttgarter Hütte                          | 2310 m | 56 (36 Betten, 20 Lager)                      | Lechtaler Alpen                        | Sektion Schwaben                                                                  |
| Sudetendeutsche Hütte             | Sudetendeutsche Hütte                      | 2656 m | 55 (23 Betten, 32 Lager)                      | Granatspitzgruppe                      | Sektion Schwaben                                                                  |
| Sulzenauhütte                     | Sulzenauhütte                              | 2191 m | 120 (50 Betten, 70 Lager)                     | Stubaier Alpen                         | Sektion Leipzig                                                                   |
| T                                 |                                            |        |                                               |                                        |                                                                                   |
| Talhütte Zwieselstein             | Talhütte Zwieselstein                      | 1472 m | 35 (18 Betten, 17 Lager)                      | Stubaier Alpen                         | Sektion Regensburg                                                                |
| Tannheimer Hütte                  | Tannheimer Hütte                           | 1730 m | 18 (0 Betten, 18 Lager)                       | Tannheimer Berge                       | Sektion Allgäu-Kempten                                                            |
| Taschachhaus                      | Taschachhaus                               | 2434 m | 125 (38 Betten, 87 Lager)                     | Ötztaler Alpen                         | Sektion München                                                                   |
| Taubensteinhaus                   | Taubensteinhaus                            | 1567 m | 38 (4 Betten, 34 Lager)                       | Mangfallgebirge                        | Sektion München                                                                   |
| Bild gesucht                      | Teisendorfer Hütte                         | 1600 m | 25 (0 Betten, 25 Lager)                       | Berchtesgadener Alpen                  | Sektion Teisendorf                                                                |
| Tegernseer Hütte                  | Tegernseer Hütte                           | 1650 m | 40 (0 Betten, 40 Lager)                       | Bayerische Voralpen                    | Sektion Tegernsee                                                                 |
| Tölzer Hütte                      | Tölzer Hütte                               | 1835 m | 69 (25 Betten, 44 Lager)                      | Karwendel                              | Sektion Tölz                                                                      |
| Traunsteiner Skihütte             | Traunsteiner Skihütte                      | 1160 m | 34 (4 Betten, 30 Lager)                       | Chiemgauer Alpen                       | Sektion Traunstein                                                                |
| Bild gesucht                      | Trögelhütte                                | 1429 m | 28 (0 Betten, 28 Lager)                       | Wettersteingebirge und Mieminger Kette | Sektion München                                                                   |
| Tübinger Hütte                    | Tübinger Hütte                             | 2191 m | 119 (40 Betten, 79 Lager)                     | Silvretta                              | Sektion Tübingen                                                                  |
| Tutzinger Hütte                   | Tutzinger Hütte                            | 1327 m | 91 (30 Betten, 61 Lager)                      | Bayerische Voralpen                    | Sektion Tutzing                                                                   |
| U                                 |                                            |        |                                               |                                        |                                                                                   |
| Bild gesucht                      | Uli-Wieland-Hütte                          | 550 m  | 18 (18 Betten, 0 Lager)                       | Schwäbische Alb                        | Sektion Ulm                                                                       |
| Ulmer Hütte                       | Ulmer Hütte                                | 2288 m | 52 (52 Betten, 0 Lager)                       | Lechtaler Alpen                        | Sektion Ulm                                                                       |
| V                                 |                                            |        |                                               |                                        |                                                                                   |
| Vernagthütte                      | Vernagthütte                               | 2755 m | 129 (52 Betten, 77 Lager)                     | Ötztaler Alpen                         | Sektion Würzburg                                                                  |
| Verpeilhütte                      | Verpeilhütte                               | 2025 m | 43 (0 Betten, 43 Lager)                       | Ötztaler Alpen                         | Sektion Frankfurt am Main                                                         |
| Vorderkaiserfeldenhütte           | Vorderkaiserfeldenhütte                    | 1384 m | 80 (30 Betten, 50 Lager)                      | Kaisergebirge                          | Sektion Oberland                                                                  |
| Vogtlandhütte                     | Vogtlandhütte                              | 747 m  | 20 (2 Betten, 18 Lager)                       | Erzgebirge                             | Sektion Plauen-Vogtland                                                           |
| von-Schmidt-Zabierow-Hütte        | von-Schmidt-Zabierow-Hütte                 | 1966 m | 61 (18 Betten, 43 Lager)                      | Loferer und Leoganger Steinberge       | Sektion Passau                                                                    |
| W                                 |                                            |        |                                               |                                        |                                                                                   |
| Waltenbergerhaus                  | Waltenbergerhaus                           | 2085 m | 71 (6 Betten, 65 Lager)                       | Allgäuer Alpen                         | Sektion Allgäu-Immenstadt                                                         |
| Bild gesucht                      | Waltershäuser Hütte                        | 797 m  | 20 (0 Betten, 20 Lager)                       | Thüringer Wald                         | Sektion Waltershausen-Gotha                                                       |
| Wankhaus                          | Wankhaus                                   | 1780 m | 30 (10 Betten, 20 Lager)                      | Bayerische Voralpen                    | Sektion Garmisch-Partenkirchen                                                    |
| Wasseralm                         | Wasseralm                                  | 1423 m | 60 (0 Betten, 60 Lager)                       | Berchtesgadener Alpen                  | Sektion Berchtesgaden                                                             |
| Watzmannhaus                      | Watzmannhaus                               | 1930 m | 210 (46 Betten, 164 Lager)                    | Berchtesgadener Alpen                  | Sektion München                                                                   |
| Bild gesucht                      | Watzmann-Ostwand-Hütte auch „Ostwandlager“ | 623 m  | 40 (0 Betten, 40 Lager)                       | Berchtesgadener Alpen                  | Sektion Berchtesgaden                                                             |
| Waxensteinhütte                   | Waxensteinhütte                            | 1384 m | 6 (0 Betten, 6 Lager)                         | Wettersteingebirge und Mieminger Kette | Sektion München                                                                   |
| Weidener Hütte                    | Weidener Hütte                             | 1799 m | 56 (30 Betten, 26 Lager)                      | Tuxer Alpen                            | Sektion Weiden                                                                    |
| Bild gesucht                      | Weidmannsruh Wanderheim                    | 732 m  | 26 (26 Betten, 0 Lager)                       | Thüringer Wald                         | Sektion Beckum                                                                    |
| Weilheimer Hütte                  | Weilheimer Hütte                           | 1955 m | 77 (10 Betten, 67 Lager)                      | Bayerische Voralpen                    | Sektion Weilheim                                                                  |
| Bild gesucht                      | Werkmannhaus                               | 756 m  | 24 (0 Betten, 24 Lager)                       | Schwäbische Alb                        | Sektion Schwaben                                                                  |
| Westfalenhaus                     | Westfalenhaus                              | 2276 m | 55 (30 Betten, 25 Lager)                      | Stubaier Alpen                         | Sektion Münster/Westfalen                                                         |
| Bild gesucht                      | Wetzlarer Hütte                            | 539 m  | 20 (14 Betten, 6 Lager)                       | Westerwald                             | Sektion Wetzlar                                                                   |
| Bild gesucht                      | Wiedenbachhütte                            | 370 m  | 32 (32 Betten, 0 Lager)                       | Schwarzwald                            | Sektion Heidelberg                                                                |
| Wiesbadener Hütte                 | Wiesbadener Hütte                          | 2443 m | 200 (50 Betten, 150 Lager)                    | Silvretta                              | Sektion Wiesbaden                                                                 |
| Willi-Merkl-Gedächtnis-Hütte      | Willi-Merkl-Gedächtnis-Hütte               | 1550 m | 30 (0 Betten, 30 Lager)                       | Allgäuer Alpen                         | Sektion Friedberg                                                                 |
| Bild gesucht                      | Winkelalm                                  | 1193 m | 6 (0 Betten, 6 Lager)                         | Kaisergebirge                          | Sektion Oberland                                                                  |
| Winklmoosalm                      | Winklmoosalm                               | 1160 m | 12 (0 Betten, 12 Lager)                       | Chiemgauer Alpen                       | Sektion Oberland                                                                  |
| Bild gesucht                      | Winklmooshütte                             | 1160 m | 22 (0 Betten, 22 Lager)                       | Chiemgauer Alpen                       | Sektion München                                                                   |
| Winnebachseehütte                 | Winnebachseehütte                          | 2362 m | 35 (8 Betten, 27 Lager)                       | Stubaier Alpen                         | Sektion Hof                                                                       |
| Bild gesucht                      | Wittener Hütte                             | 480 m  | 30 (30 Betten, 0 Lager)                       | Westerwald                             | Sektion Witten                                                                    |
| Wolfratshauser Hütte              | Wolfratshauser Hütte                       | 1753 m | 44 (16 Betten, 28 Lager)                      | Lechtaler Alpen                        | Sektion Wolfratshausen                                                            |
| Wormser Hütte                     | Wormser Hütte                              | 2305 m | 58 (26 Betten, 32 Lager)                      | Verwall                                | Sektion Worms                                                                     |
| Bild gesucht                      | Würgauer Haus                              | 440 m  | 27 (13 Betten, 14 Lager)                      | Fränkische Alb                         | Sektion Bamberg                                                                   |
| Württemberger Haus                | Württemberger Haus                         | 2220 m | 63 (8 Betten, 55 Lager)                       | Lechtaler Alpen                        | Sektion Stuttgart                                                                 |
| Würzburger Bergbund-Hütte         | Würzburger Bergbund-Hütte                  | 835 m  | 45 (0 Betten, 45 Lager)                       | Rhön                                   | Sektion Bergbund Würzburg                                                         |
| X                                 |                                            |        |                                               |                                        |                                                                                   |
| Y                                 |                                            |        |                                               |                                        |                                                                                   |
| Z                                 |                                            |        |                                               |                                        |                                                                                   |

## Ehemalige DAV-Hütten
In der nachfolgenden (unvollständigen) Liste sind Schutzhütten aufgeführt, die früher von Sektionen des Deutschen Alpenvereins betrieben wurden, heute aber einen anderen Betreiber haben oder geschlossen sind:
| Bild                   | Schutzhütte              | Höhe          | Schlafplätze             | Lage                | Erbauer                                    | Besitzer              |
| ---------------------- | ------------------------ | ------------- | ------------------------ | ------------------- | ------------------------------------------ | --------------------- |
| Bild gesucht           | Bamberger Haus           |               | abgegangen/zerstört      | Dolomiten           | Sektion Bamberg                            | abgegangen/zerstört   |
| Bamberger Hütte        | Bamberger Hütte          | 2873 m s.l.m. | 076                      | Sellagruppe         | Sektion Bamberg                            | SAT                   |
| Becherhaus             | Becherhaus               | 3195 m s.l.m. | 116                      | Stubaier Alpen      | Sektion Hannover                           | Südtirol              |
| Berglhütte             | Berglhütte               | 2188 m s.l.m. | 026                      | Ortler-Alpen        | Sektion Hamburg                            | Südtirol              |
| Bild gesucht BW        | Bielefelder Hütte (alte) | 2147 m ü. A.  | abgegangen/zerstört      | Stubaier Alpen      | Sektion Bielefeld                          | abgegangen/zerstört   |
| Alte Bonner Hütte      | Bonner Hütte (alte)      | 2340 m s.l.m. | 025                      | Villgratner Berge   | Sektion Bonn und Sektion Hochpustertal     | Gemeinde Toblach      |
| Bild gesucht BW        | Falteshütte              | 0180 m ü. NHN | 000                      | Spessart            | Sektion Würzburg                           | Privat                |
| Bild gesucht           | Holledauer Hütte         | 0445 m ü. NHN | 015                      | Holledau            | Sektion Pfaffenhofen-Asch                  | Brauerei Kühbach      |
|                        | Irenebaude               | 0720 m        | abgegangen/zerstört      | Lao Shan            | Sektion Bergverein Tsingtau                | abgegangen/zerstört   |
| Bild gesucht           | Kletterheim Blens        | 0220 m ü. NHN | 022                      | Eifel               | Sektion Aachen                             | Privat                |
| Alte Pforzheimer Hütte | Pforzheimer Hütte (alte) | 2256 m s.l.m. | Hütte geschlossen Museum | Sesvennagruppe      | Sektion Pforzheim                          | Südtirol              |
| Alte Prager Hütte      | Prager Hütte (alte)      | 2489 m ü. A.  | Hütte geschlossen Museum | Venedigergruppe     | Sektion Prag                               | Deutscher Alpenverein |
| Bild gesucht           | Rauhalmhütte             | 1400 m        | Hütte geschlossen        | Bayerische Voralpen | Sektion München des Deutschen Alpenvereins | Deutscher Alpenverein |
| Bild gesucht           | Wildfeldalm              | 1552 m        | Hütte geschlossen        | Bayerische Voralpen | Sektion München des Deutschen Alpenvereins | Deutscher Alpenverein |